# Vansbro
Vansbro er et byområde i Vansbro kommun i Dalarnas län i Sverige. I 2010 var indbyggertallet 2.026.